# Mostasù dèle Cosére
Il mostasù dèle Cosére, letteralmente "faccione delle Cossere" in dialetto bresciano, è un antico rilievo situato nel centro storico di Brescia, murato all'angolo tra corso Goffredo Mameli e contrada delle Cossere, dalla quale trae il nome.

## Storia
Non sono note le reali origini della scultura, né la reale provenienza, né le vicende che l'hanno interessata nei secoli, in particolare quella che ha portato alla rimozione del naso, attorno alla quale sono fiorite varie leggende, molto simili tra loro.
Riguardo alle origini, le due ipotesi possibili che, nel tempo, sono state vagliate vedrebbero nel mostasù una mensola o un ornamento di un vecchio edificio altomedievale o romano qui trasferito, oppure una scultura eseguita sul posto e, in questo caso, la tradizione lo identificherebbe come un ritratto del re dei Goti Teodorico.

### Leggende popolari
Per quanto riguarda il naso scalpellato, la tradizionale leggenda rimanda alle lotte medioevali tra guelfi e ghibellini e alla discesa in Italia, nel 1311, dell'Imperatore Arrigo VII. Alla cacciata dei ghibellini da Brescia da parte dei guelfi, nel 1311, Arrigo VII pose la città sotto assedio e, dopo averla espugnata, avrebbe giurato di distruggere le mura e tagliare il naso a tutti i cittadini. La sua furia si sarebbe placata solamente grazie all'intervento del legato pontificio Luca Fieschi e al pagamento di una pesante taglia. L'Imperatore si sarebbe quindi accontentato di mozzare il naso a tutte le statue.
Una variazione della leggenda, invece, vorrebbe che Arrigo VII, dopo essere entrato in città al termine dell'assedio, non avrebbe trovato alcun cittadino per concretizzare il suo giuramento, essendosi tutta la cittadinanza nascosta per sfuggirgli, e solo a questo punto, chiesto consiglio al Fieschi, avrebbe ripiegato sui nasi delle statue.
Una terza variazione ancora vorrebbe il giuramento di Arrigo VII limitato ai soli cittadini incontrati sul percorso che avrebbe intrapreso per raggiungere il Broletto da Porta San Giovanni, percorso passante per contrada della Pallata e contrada dei Mercanti, attuali corso Garibaldi e, appunto, corso Goffredo Mameli. Fuggiti tutti i cittadini da queste vie, l'Imperatore, scornato, vedendo il mostasù si sarebbe sfogato su di lui, facendogli scalpellare via il naso.
Nel corso dei secoli, similmente alla Lodoiga in piazza della Loggia, il mostasù diventa una "statua parlante", raccogliendo malumori, proteste e lagnanze dei cittadini verso i governatori. La sua localizzazione, al centro del quartiere popolare e affacciato su una delle sue principali vie, contribuisce a fissare il mostasù nell'immaginario popolare.

## Descrizione
Il rilievo riproduce una grossa testa, o un mascherone, con una lunga barba e il naso scalpellato. I tratti del volto mostrano un'espressione seria e pacata ma, nel complesso, pur considerando l'usura del tempo, la scultura appare decisamente un abbozzo mai completato.
Il blocco dove il mostasù è scolpito si inserisce molto bene nel paramento murario circostante, costituito da blocchi di materiale e dimensioni analoghi.